# 銀石賽道
銀石賽道（英語：Silverstone Circuit），位於英國倫敦以北約100公里處，最早是二戰時期的軍用機場，是英國賽車運動的發源地。1948年在此舉辦英國大獎賽（GP），1950年成為第一場世界一級方程式錦標賽的賽場。从1955年到1986年，比赛在银石、艾特里和布兰兹哈奇之间轮流进行，但自1987年起，比赛就永久地定在了银石赛道。赛道还举办MotoGP的英国站。